# Marhaenismo
El marhaenismo (en indonesio: Marhaenisme) es una ideología política socialista originaria de Indonesia. Fue desarrollada por quien fue el primer presidente de Indonesia, Sukarno.
Algunos estudiosos consideran el marhaenismo como una variante del marxismo. Desarrollado como una ideología anticapitalista y antiimperialista, defiende los derechos democráticos frente al autoritarismo a la vez que condena el liberalismo y el individualismo. Combina principios occidentales y orientales y pone énfasis en la unidad nacional, la cultura y el colectivismo económico.
El marhaenismo es la ideología que guía el histórico Partido Nacional Indonesio y el actualmente desaparecido Partido Marhaen Malasia.

## Historia
El nombre de la ideología proviene supuestamente de un campesino con tierra aunque pobre a quien Sukarno conoció en Priangan. Sukarno atribuyó la pobreza del campesino a su falta de acceso a medios de producción. En adelante, Sukarno denominó «Marhaens» a los miembros de la clase agraria en situación similar.